# Always (Aziza Mustafa Zadeh-album)
Az Always Aziza Mustafa Zadeh azeri (azerbajdzsáni) zongorista, énekesnő és zeneszerző második lemeze, ami 1993-ban jelent meg. A lemez a Deutsche Phono-Akademie Echo díját kapta meg.

## Számlista
1. Always – 3:31 (Aziza Mustafa Zadeh) (YouTube)
2. Heartbeat – 7:36 (Aziza Mustafa Zadeh)
3. Crying Earth – 6:46 (Aziza Mustafa Zadeh)
4. A.J.D. – 6:20 (Aziza Mustafa Zadeh)
5. Yandi Ganim Daha – 4:04 (Aziza Mustafa Zadeh)
6. I Don't Know – 4:13 (Aziza Mustafa Zadeh)
7. Vagif – 5:16 (Vagif Mustafa Zadeh – Aziza Mustafa Zadeh)
8. Marriage Suite – 5:48 (Aziza Mustafa Zadeh)
9. Kaukas Mountains – 5:06 (Aziza Mustafa Zadeh)
10. Dangerous Piece – 4:15 (Aziza Mustafa Zadeh)

## Előadók
- Aziza Mustafa Zadeh – zongora, ének
- John Patitucci – basszusgitár
- Dave Weckl – dobok